# Aceraius hidakai
Aceraius hidakai là một loài bọ cánh cứng trong họ Passalidae. Loài này được Kon, Araya & Johki miêu tả khoa học năm 1993.